# Anton Pawlowski
Anton Pawlowski (* 19. Mai 1898 in Wilhelmshaven; † 8. Oktober 1952 in Wittmund) war ein niedersächsischer Politiker (SPD) und Mitglied des Niedersächsischen Landtages.
Pawlowski besuchte zunächst die Volksschule und war im Anschluss als Arbeiter tätig. Von 1914 bis 1918 war er Kriegsteilnehmer des Ersten Weltkrieges. Er wurde Mitglied des Deutschen Metallarbeiterverbandes und war seit 1920 bei der SPD. Zwischen 1918 und 1933 war er im Metallarbeiterberuf tätig. 1933 wurde er wegen seiner SPD-Zugehörigkeit entlassen. Ab 1935 erfolgte eine Beschäftigung in einem Munitionsbetrieb. Im Jahr 1940 wurde er Angestellter. Ab 1945 war er ehrenamtlich in der Gemeinde- und Kreisvertretung der Stadt und des Kreises Wittmund tätig. 
Pawlowski war in der ersten und zweiten Wahlperiode vom 20. April 1947 bis zu seinem Tod Mitglied des Niedersächsischen Landtages. Im folgte Reinhard Onken als Mitglied des Landtages nach.